# 伊藤芳博
伊藤 芳博（いとう よしひろ、1959年6月21日  - ）は、日本の詩人。日本現代詩人会会員。

## 経歴
岐阜県多治見市生まれ。愛知県立大学国文学科卒業。1982年より岐阜県立高等学校教員、夜間定時制高校を経て、2020年３月、岐阜県立東濃特別支援学校（校長）で定年退職。1998年より病に伏した父（伊藤勝行、2005年死去）に代わって『日本現代詩文庫104伊藤勝行詩集』『父からの手紙』等４冊を編集刊行。2003年8月、04年8月、パレスチナ・ヨルダン川西岸地区に入域し、支援活動に携わる。1991年、詩集『どこまで行ったら嘘は嘘？』で第６回福田正夫賞。2017年、詩「あした　も」により第13回詩歌句随筆評論協会賞。2021年、詩集『いのち／こばと』で第61回中日詩賞。現在、「橄欖」（発行・日原正彦）、「59」（岩木誠一郎、金井雄二との三人誌）同人。個人誌「CASTER」不定期刊行。Official Website 「伊藤芳博　詩を旅する」

## 著書
- 詩集『努（ゆめ）屈することなかれ』（レアリテの会・1985年）

- 詩集『どこまで行ったら嘘は嘘？』（工房ふたば・1991年）
- 詩集『他人の恋人であっただろう少女に』（ふたば工房・1994年）
- 詩集『赤い糸で結ばれていたかもしれないムカデ（について考える二人）／どうしてもやって来る』（ふたば工房・1995年）
- 編著『日本現代詩文庫104　伊藤勝行詩集』（土曜美術社出版販売・2000年）
- 編著　伊藤勝行詩集『一九二五・一・二八』（ふたば工房・2001年）
- 詩集『洞窟探険隊』（新風舎・2003年）
- 編著　伊藤勝行散文集『父からの手紙』（ふたば工房・2005年）
- 詩集『家族　そのひかり』（詩学社・2005年）
- 編著　伊藤勝行エッセイ集『パピのいる風景』（私家版）
- 詩集『誰もやってこない』（ふたば工房・2009年）
- 詩集『いのち／こばと』（ふたば工房・2020年）
- 散文集『いのちの籠を編む』（ふたば工房・2020年）
- 選詩集　現代詩人文庫18『伊藤芳博詩集』（砂子屋書房・2021年）
- 散文集『今、詩を教えるということ』（ふたば工房・2021年）
- 散文集『僕は、こんなふうに詩を読んできた』（ふたば工房・2021年）
- 散文集『詩とともにあるいてきた』（ふたば工房・2021年）
- 散文集『生きる事への「あとがき」』（ふたば工房・2022年）
- 散文集『考えたこと　1993～2022）』（ふたば工房・2022年）
- 散文集『パレスチナ・レポート』（ふたば工房・2022年）